# Jean Baptiste Antoine Guillemin
Jean Baptiste Antoine Guillemin (20 de noviembre de 1796 en Pouilly-sur-Saône - † 15 de enero de 1842 en Montpellier) fue un botánico francés.

## Biografía
Guillemin entra al Museo Nacional de Historia Natural de Francia en 1827 como preparador ayudante.
Se doctora de médico en 1832.
En 1833 es editor de Archives de botanique.
En 1834, sucede a Adolphe Brongniart (1801-1876) como naturalista en la cátedra de botánica.
Entre 1830 a 1833 escribe en colaboración con Achille Richard (1794-1852) y Georges Samuel Perrottet (1793-1859) la obra Florae Senegambiae tentamen, seu Historia plantarum in diversis Senegambiae regionibus a peregrinatoribus Perrottet et Leprieur detectarum (aparece apud Treuttel et Wurtz, Paris), una Flora de Senegal.

## Obra
- con J -B Dumas. Observations sur l'hybridité des plantes en géneral: et particulièrement sur celle de quelques gentianes alpines. Paris, 1823

- Icones lithographicae plantarum Australasiae raiorum, 1827

- Archives de botanique; ou, Recueil mensuel de mémoires originaux, d'extraits et analyses bibliographiques, d'annonces et d'avis divers concernant cette science. Paris, Bureau des archives, 1833

- con G S Perrottet; Achille Richard. Florae Senegambiae tentamen, seu, Historia plantarum in diversis Senegambiae regionibus a peregrinatoribus Perrottet et Leprieur detectarum. T. 1. Parisiis, Treuttel et Wurtz, 1830—1833

- Considérations sur l'amertume des végétaux, suivies de l'examen des familles naturelles où cette qualité physique est dominante. Paris: impr. Didot le jeune, 1832

- Zephyritis taitensis: Énumération des plantes découvertes par les voyageurs dans les îles de la Société, principalement dans celle de Taiti. Reimpreso, 84 pp. 1937

## Honores

### Epónimos
Género
- (Amaranthaceae) Guilleminea Kunth[3]